# Padaek
Padaek, manchmal auch Padek, (Lao: ປາແດກ) (Thai: ปลาแดก), ähnlich zu Pla Raa in Thailand (Thai: ปลาร้า), ist eine traditionelle laotische Fischsauce, hergestellt aus eingelegtem oder fermentiertem Fisch. Der Fisch wird ausgiebig gesalzen und mehrere Monate in Fässern in der Sonne stehen gelassen. Sie ist dickflüssiger und würziger als vergleichbare Fischsaucen in Thailand und Vietnam und enthält oft Fischstücke. Im Gegensatz zu anderen Fischsaucen in Südostasien wird Padaek aus Süßwasserfischen hergestellt. Padaek wird in zahlreichen Gerichten verwendet, allen voran Tam Mak Hung, dem laotischen Papayasalat.